# 石川岳
石川岳（いしかわだけ）は、沖縄県うるま市、国頭郡恩納村と金武町にまたがる、標高204メートルの山。

## 地勢・自然
沖縄本島北部にある国頭山地のほぼ南端に位置し、本島最小幅の石川地峡にそびえる。標高は204メートルで、山頂から稜線沿いに南麓は沖縄県うるま市、北西麓は国頭郡恩納村、北東麓は同郡金武町に属する。かつての石川市北端に存在し、周辺自治体と合併したうるま市の最高峰である。
標高100メートルより上部は険しい地形となるが、低地部は緩やかな傾斜を有する海岸段丘で、細い谷が開析している。地質は山体上部において、中生代の千枚岩や緑色岩で構成される名護層で、下部は第四紀更新世の国頭層群からなり、チャートや砂礫の混ざった土壌がみられる。石川岳西の麓から南へ発する肥前川は、石川川と合流し、金武湾へ流出する。
植生はイタジイを主とする広葉樹林で、マテバシイやオキナワウラジロガシ、リュウキュウマツ、イジュ、ヒノキバヤドリギなどが生息している。石川岳周辺にコゲラやオキナワシジュウカラ、アカショウビンなどの鳥類や、キノボリトカゲやイボイモリ、シリケンイモリを観察できる。

## 歴史
南側は旧石川市の大字「石川」に属し、小字の「東山（アガリヤマ）」と「西山（イリヤマ）」にまたがる。「石川アタイ」と呼ばれる屋敷跡が石川岳麓に残存している。かつて付近には「マーチヌクビリ」といわれる小道があり、一方が荷物を持って通行すると、互いの往来が困難になり、他方が待っていたことから名付けられた。恩納村の北西麓に小川が流れる場所があり、地元住民は「川原小（カーラングヮー）」と呼んでいる。
1945年（昭和20年）1月より石川は空襲を受け、同年3月から住民は石川岳に避難を開始した。石川岳の北西、恩納村側の麓標高約130メートルに、沖縄戦における住民避難地跡が確認され、周辺にかまどの跡や陶磁器、掘っ建て小屋の基礎と思われる遺構も見受けられた。
日本復帰前の琉球警察学校は那覇市に所在し、周囲の都市開発に伴う騒音などの発生により、教育環境の悪化が問題とされたが、日本政府の援助により、1969年（昭和44年）に石川岳麓で警察学校の建設工事が着工、翌年2月に当地に移転した。1972年（昭和47年）5月15日、日本復帰により沖縄県警察学校に改称された。
1973年（昭和48年）、沖縄県教育委員会は少年自然の家を石川岳の麓に設立することを決定した。少年自然の家の開所式が行われる前月の1975年（昭和50年）3月、職員らによって登山道が整備された。1986年（昭和61年）4月、石川岳は「石川少年自然の家の森」として「森林浴の森100選」に選定された。1994年（平成6年）に山頂に標高表示板が取り付けられた。2010年（平成22年）、「石川少年自然の家」から「石川青少年の家」へ名称が変更された。
麓は農林振興地域に指定されている。付近に沖縄自動車道が開通し、住宅街として開発が行われている。

## 登山
麓の「沖縄県立石川青少年の家」が登山道を管理している。宿泊学習の一環として、沖縄県内の小中学生らが登山を行っている。石川岳への日帰り登山ツアーが催され、県外からの登山客も訪れる。頂上からは、うるま市の市街地や金武湾を遠望できる。
石川青少年の家から山頂へ到達する登山道に3つのコースが設定され、また4つの緊急下山道が設けられている。